# 科大先研院站
科大先研院站位于中华人民共和国安徽省合肥市蜀山区望江西路与创新大道交叉口地下，是合肥轨道交通4号线的地铁车站，工程站名创新大道站，6号线建成前与4号线贯通运营。

## 车站结构
科大先研院站望江西路与创新大道交叉口，沿望江西路东西向敷设，为地下两层两跨（局部三层）岛式站台车站，车站主体总长度272米，标准段宽19.7米，采用钢筋混凝土箱型框架结构，站点共设4个出入口和2组风亭。